# Comuna Ilia, Hunedoara
Ilia (în maghiară: Marosillye, în germană: Elienmarkt) este o comună în județul Hunedoara, Transilvania, România, formată din satele Bacea, Brâznic, Bretea Mureșană, Cuieș, Dumbrăvița, Ilia (reședința), Săcămaș, Sârbi și Valea Lungă.

## Demografie
Componența etnică a comunei Ilia
     Români (88,42%)
     Alte etnii (0,57%)
     Necunoscută (11,01%)
Componența confesională a comunei Ilia
     Ortodocși (79,55%)
     Penticostali (5,66%)
     Alte religii (2,86%)
     Necunoscută (11,93%)
Conform recensământului efectuat în 2021, populația comunei Ilia se ridică la 3.144 de locuitori, în scădere față de recensământul anterior din 2011, când fuseseră înregistrați 3.662 de locuitori. Majoritatea locuitorilor sunt români (88,42%), iar pentru 11,01% nu se cunoaște apartenența etnică. Din punct de vedere confesional, majoritatea locuitorilor sunt ortodocși (79,55%), cu o minoritate de penticostali (5,66%), iar pentru 11,93% nu se cunoaște apartenența confesională.

## Politică și administrație
Comuna Ilia este administrată de un primar și un consiliu local compus din 13 consilieri. Primarul, Gabriel Marius Omota[*], de la Partidul Social Democrat, este în funcție din 2004. Începând cu alegerile locale din 2024, consiliul local are următoarea componență pe partide politice:
|  | Partid                          | Consilieri | Componența Consiliului | Componența Consiliului | Componența Consiliului | Componența Consiliului | Componența Consiliului | Componența Consiliului | Componența Consiliului | Componența Consiliului | Componența Consiliului |
|  | ------------------------------- | ---------- | ---------------------- | ---------------------- | ---------------------- | ---------------------- | ---------------------- | ---------------------- | ---------------------- | ---------------------- | ---------------------- |
|  | Partidul Social Democrat        | 9          |                        |                        |                        |                        |                        |                        |                        |                        |                        |
|  | Alianța pentru Unirea Românilor | 3          |                        |                        |                        |                        |                        |                        |                        |                        |                        |
|  | Partidul Național Liberal       | 1          |                        |                        |                        |                        |                        |                        |                        |                        |                        |

## Atracții turistice
- Biserica de lemn "Sfinții Arhangheli Mihail și Gavriil" din satul Bacea, construcție 1678
- Biserica de lemn "Sfântul Dumitru-Izvorâtorul de Mir" din satul Bretea Mureșană, construcție secolul al XVII-lea, monument istoric
- Biserica de lemn "Sfânta Cuvioasă Paraschiva" din satul Brâznic, construcție secolul al XVIII-lea, monument istoric
- Biserica de lemn "Sfinții Arhangheli Mihail și Gavriil" din satul Cuieș, construcție secolul al XIX-lea
- Biserica de lemn "Sfântul Ierarh Nicolae" din satul Dumbrăvița, construcție secolul al XVII-lea, monument istoric
- Biserica de lemn "Sfinții Arhangheli Mihail și Gavriil" din satul Sârbi, construcție secolul al XVIII-lea
- Biserica de lemn "Buna Vestire" din satul Valea Lungă, construcțe secolul al XIX-lea
- Case țărănești din secolul al XVIII-lea, satul Ilia
- Casa parohială din Ilia
- Muzeul "Gabriel Bethlen", Ilia

## Personalități născute aici
- Gabriel Bethlen (1580 - 1629), principe al Transilvaniei.

## Imagini

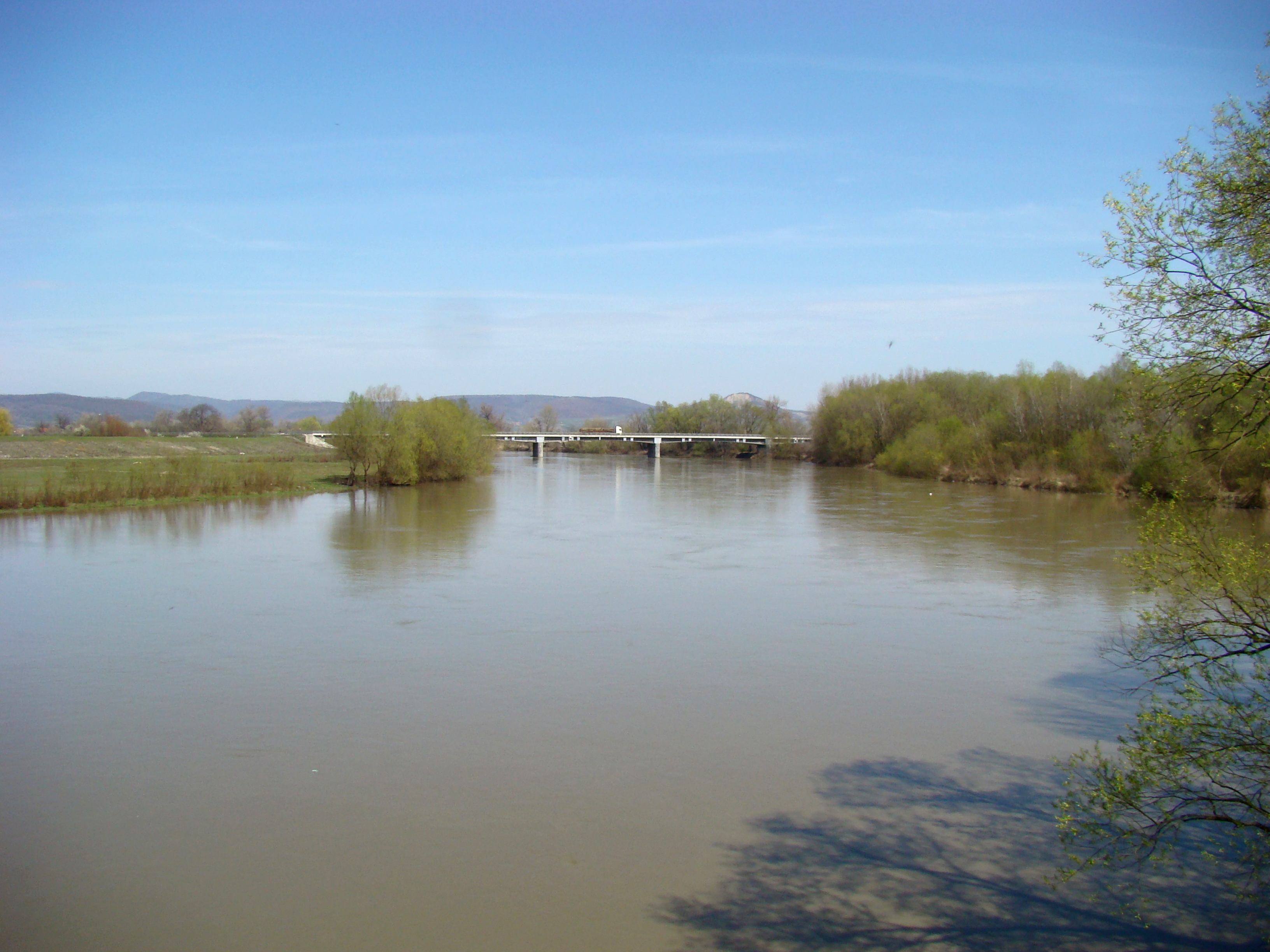
Râul Mureș la Ilia
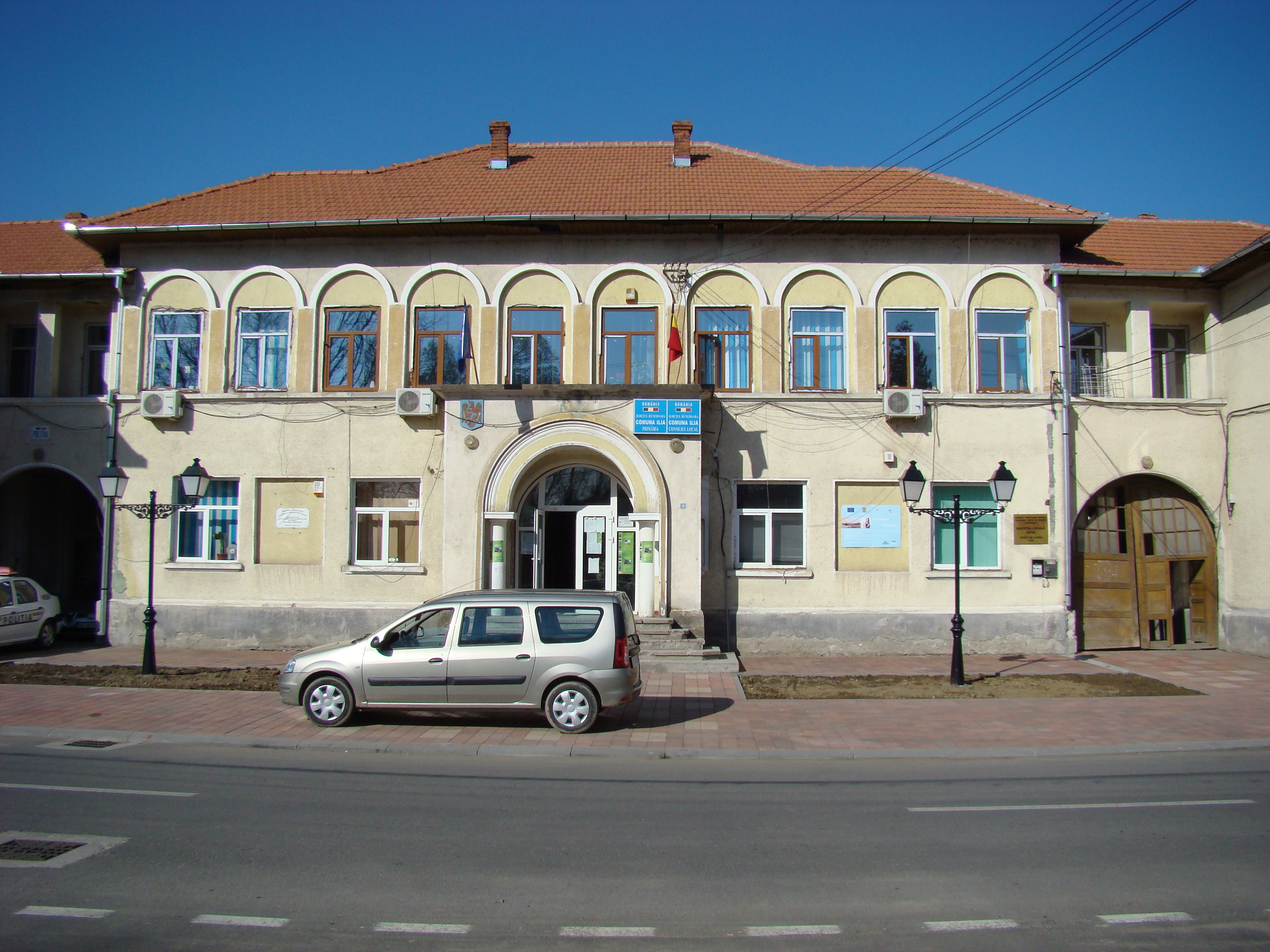
Primăria comunei Ilia
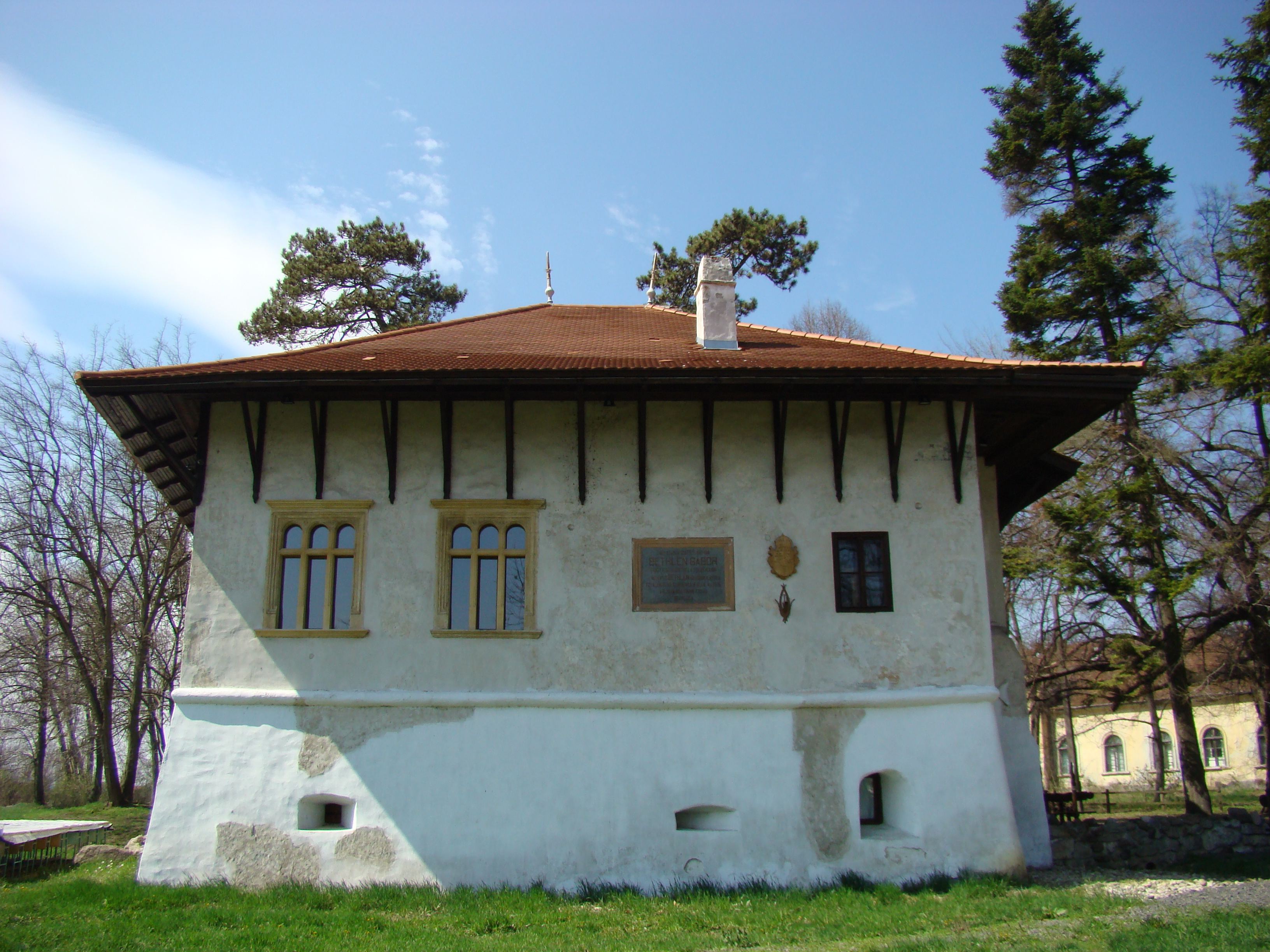
Bastionul Roșu, monument istoric
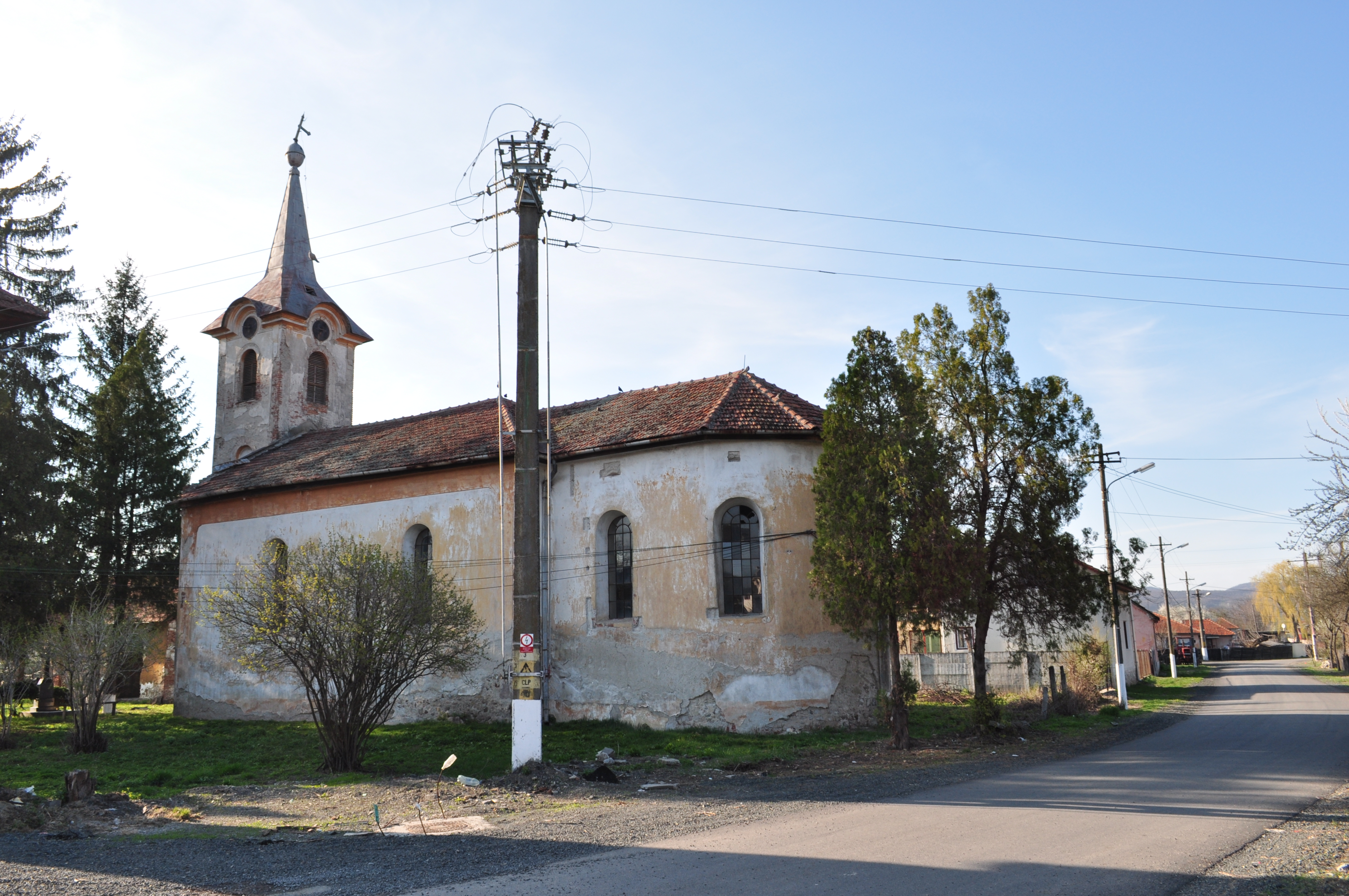
Biserica romano-catolică din Ilia
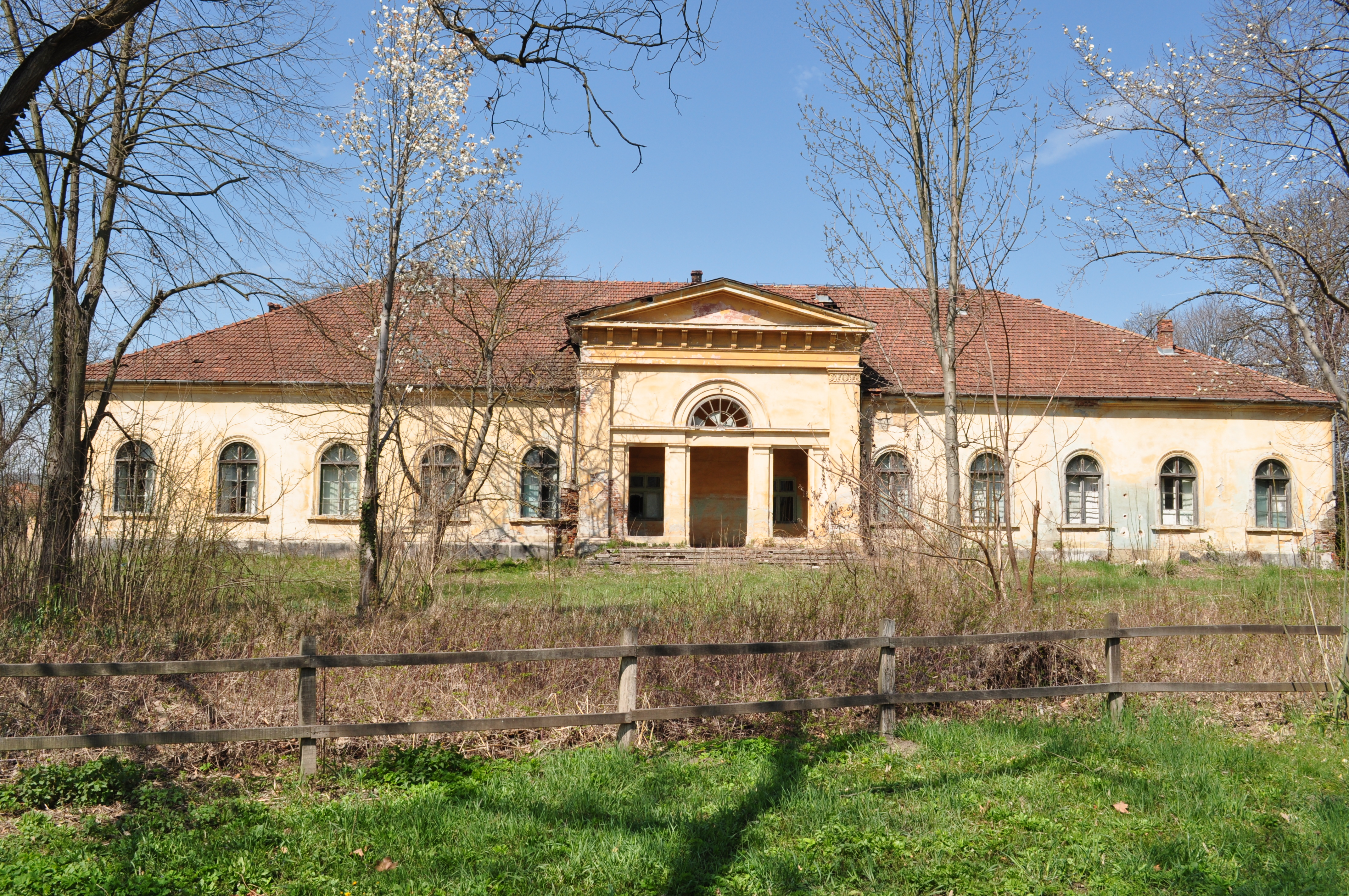
Castelul Bornemisza
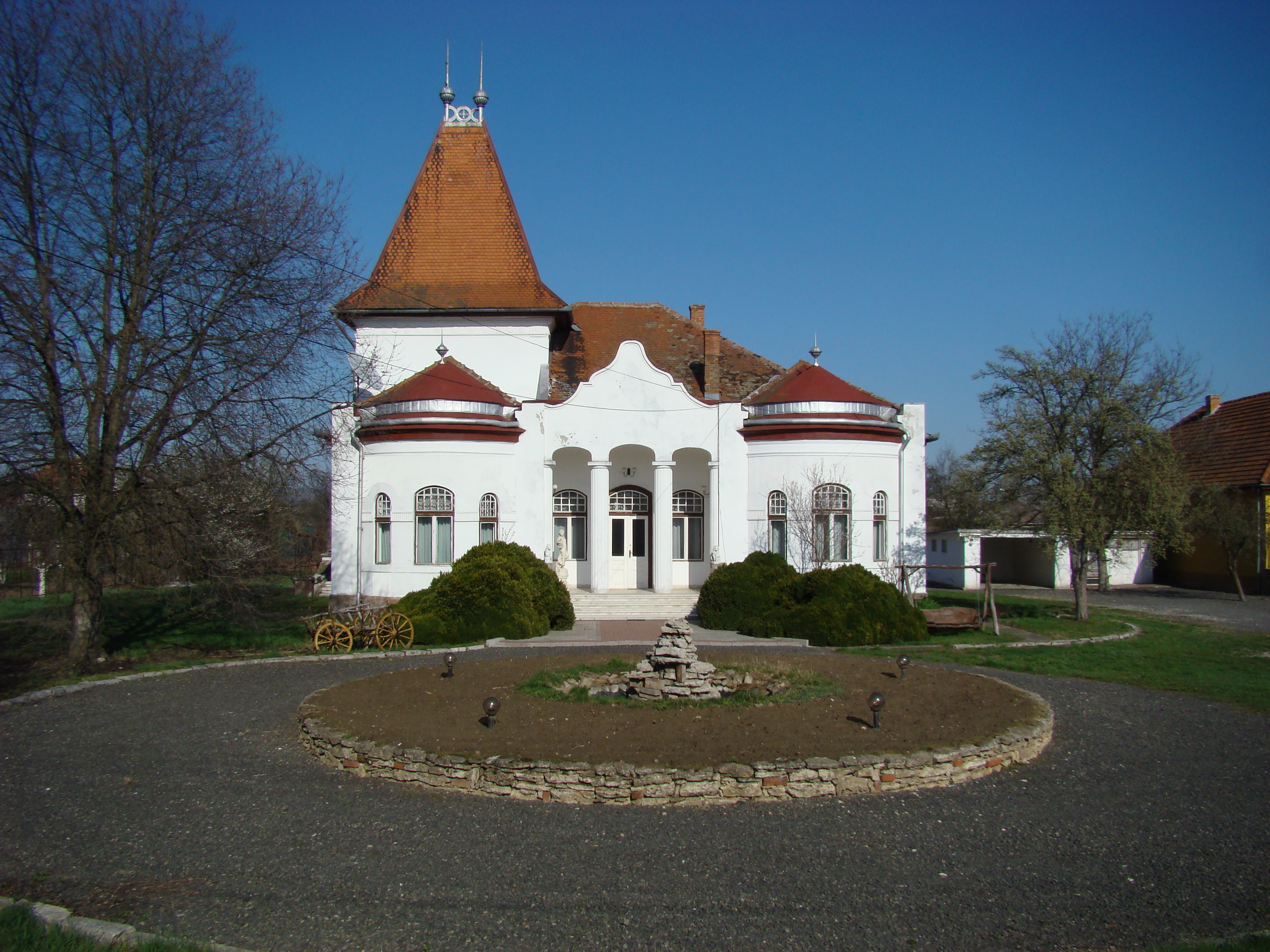
Castelul Rappaport
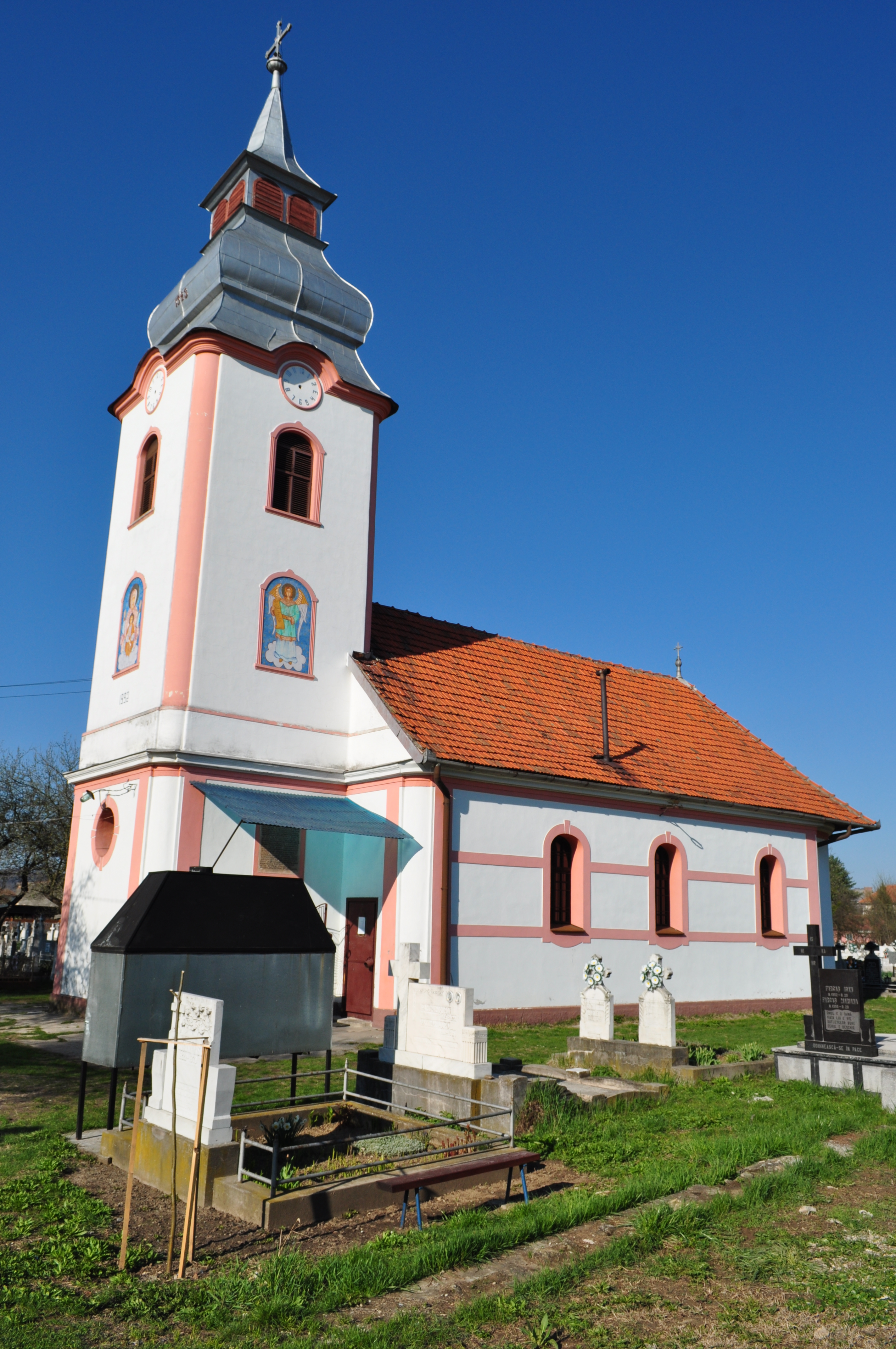
Biserica ortodoxă „Sfinții Arhangheli Mihail și Gavriil” (1792)
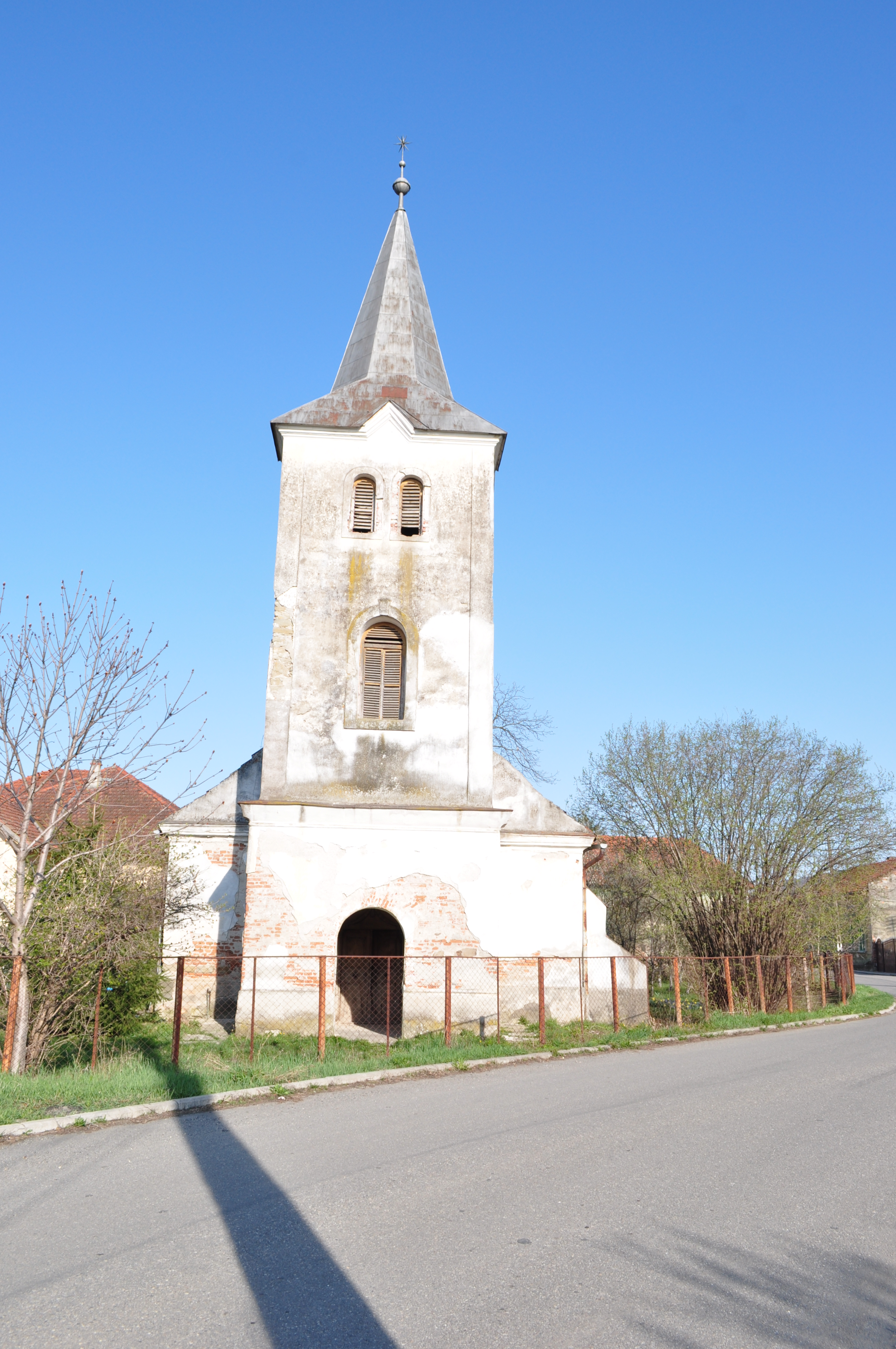
Biserica reformată (sec.XVIII)
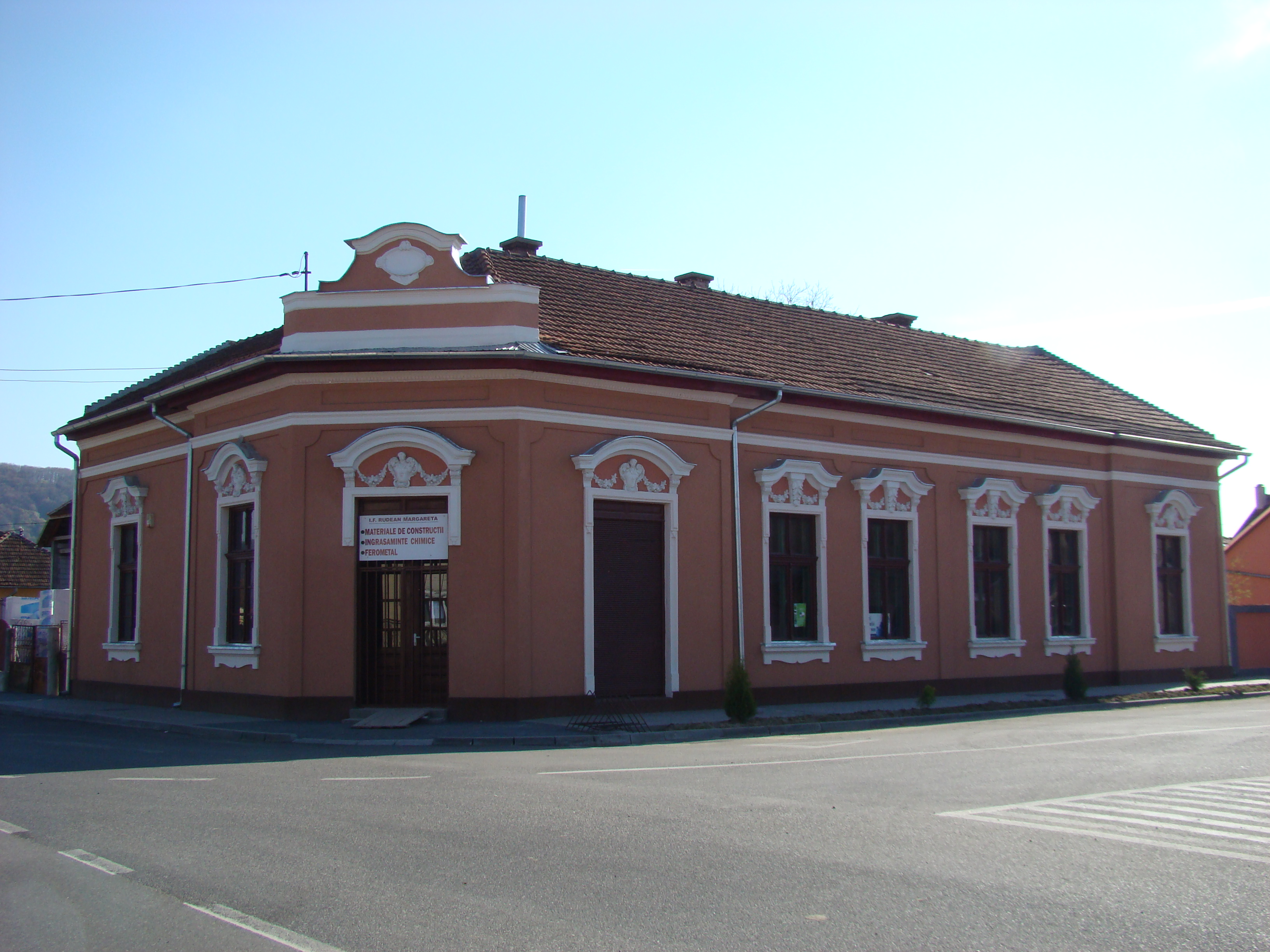
Clădire monument istoric
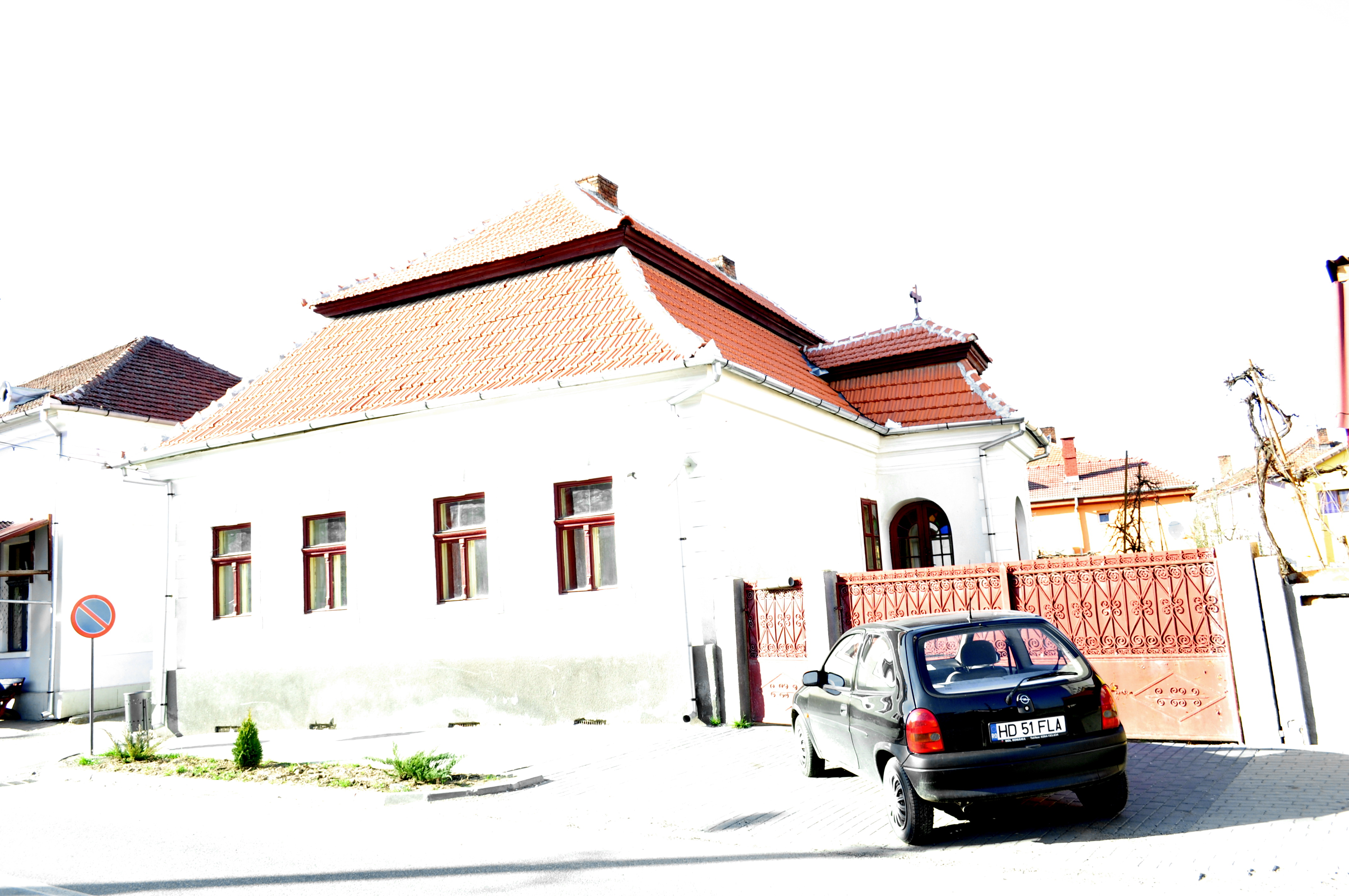
Clădire monument istoric
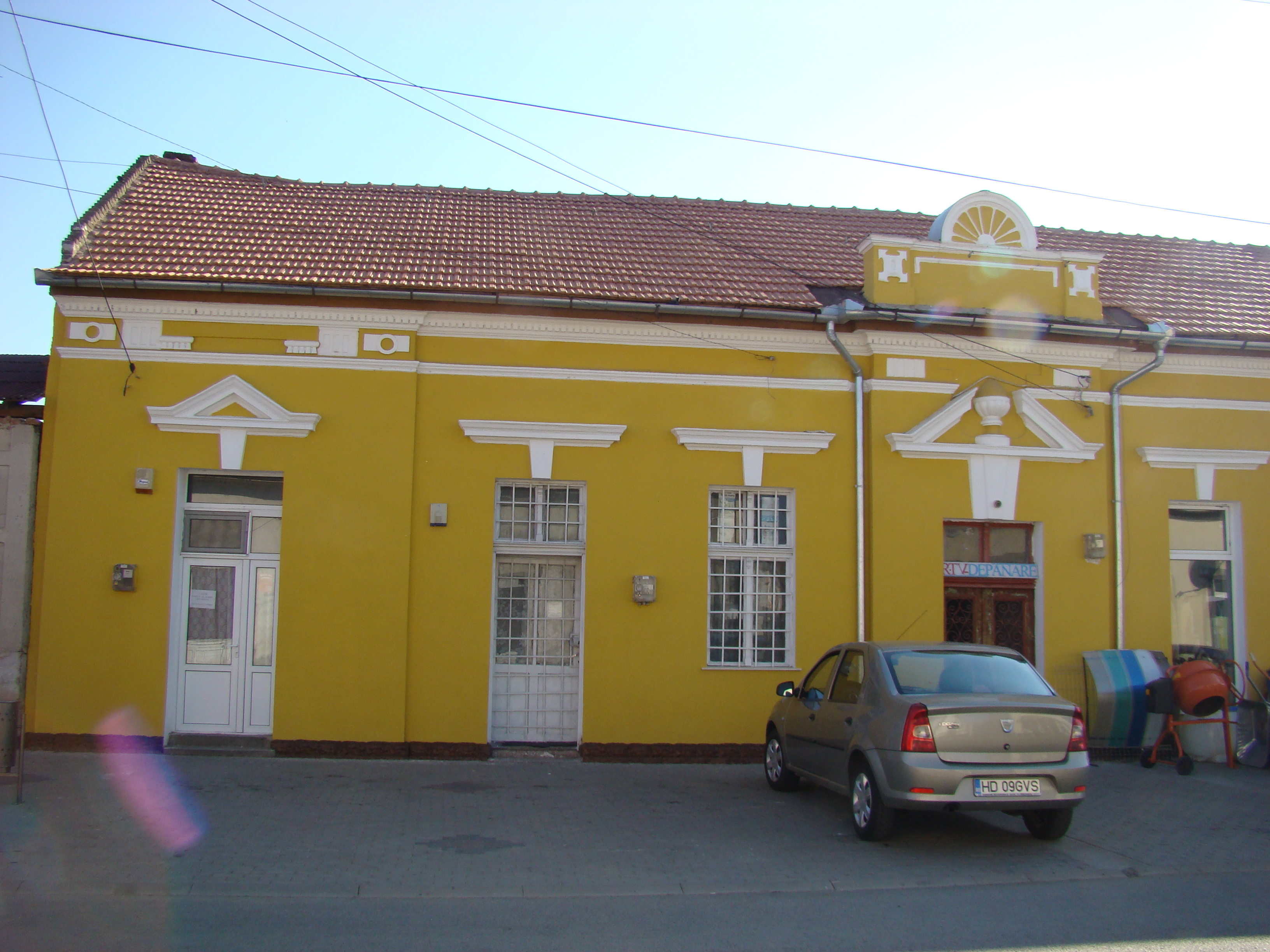
Clădire monument istoric
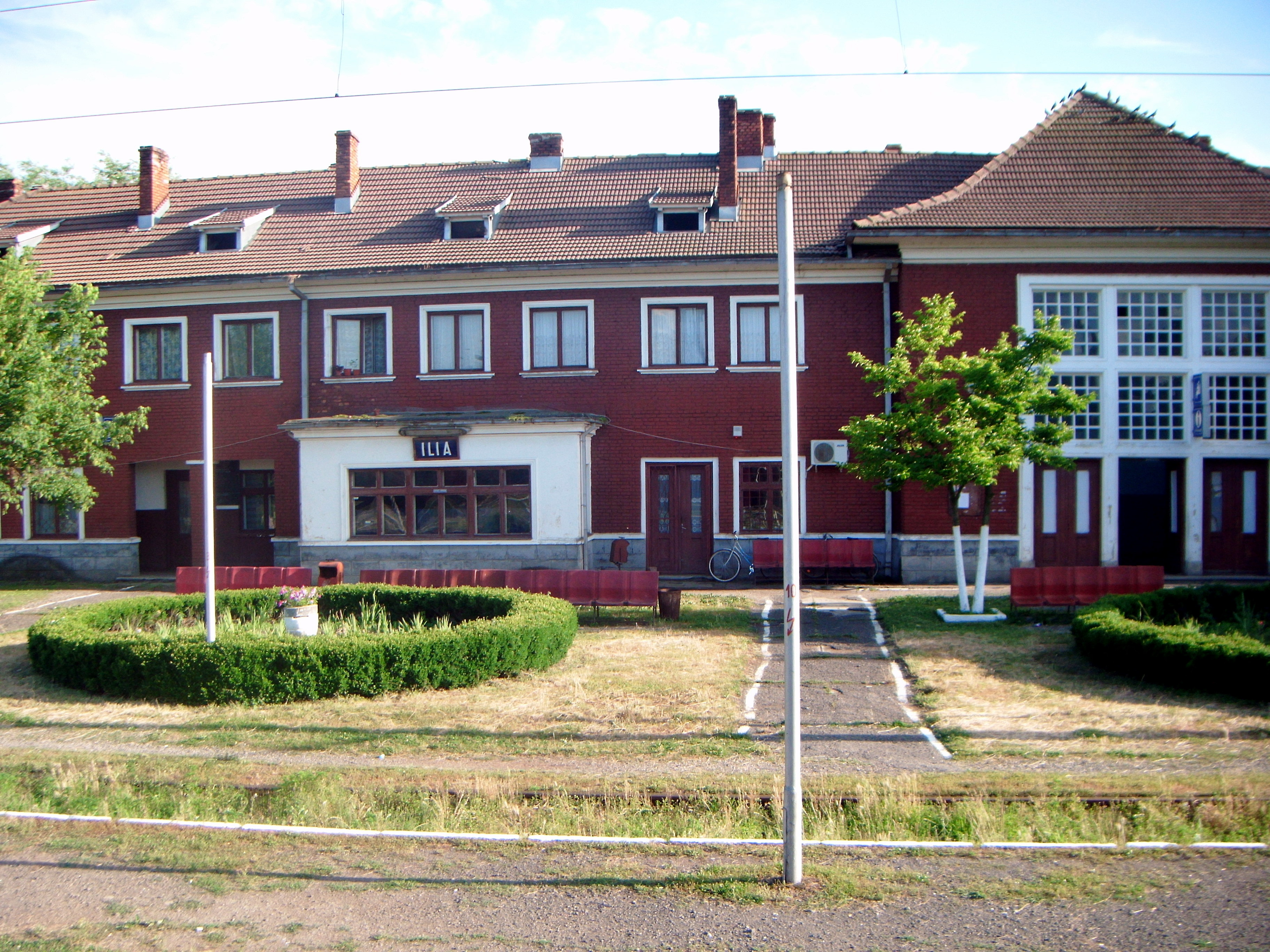
Gara Ilia
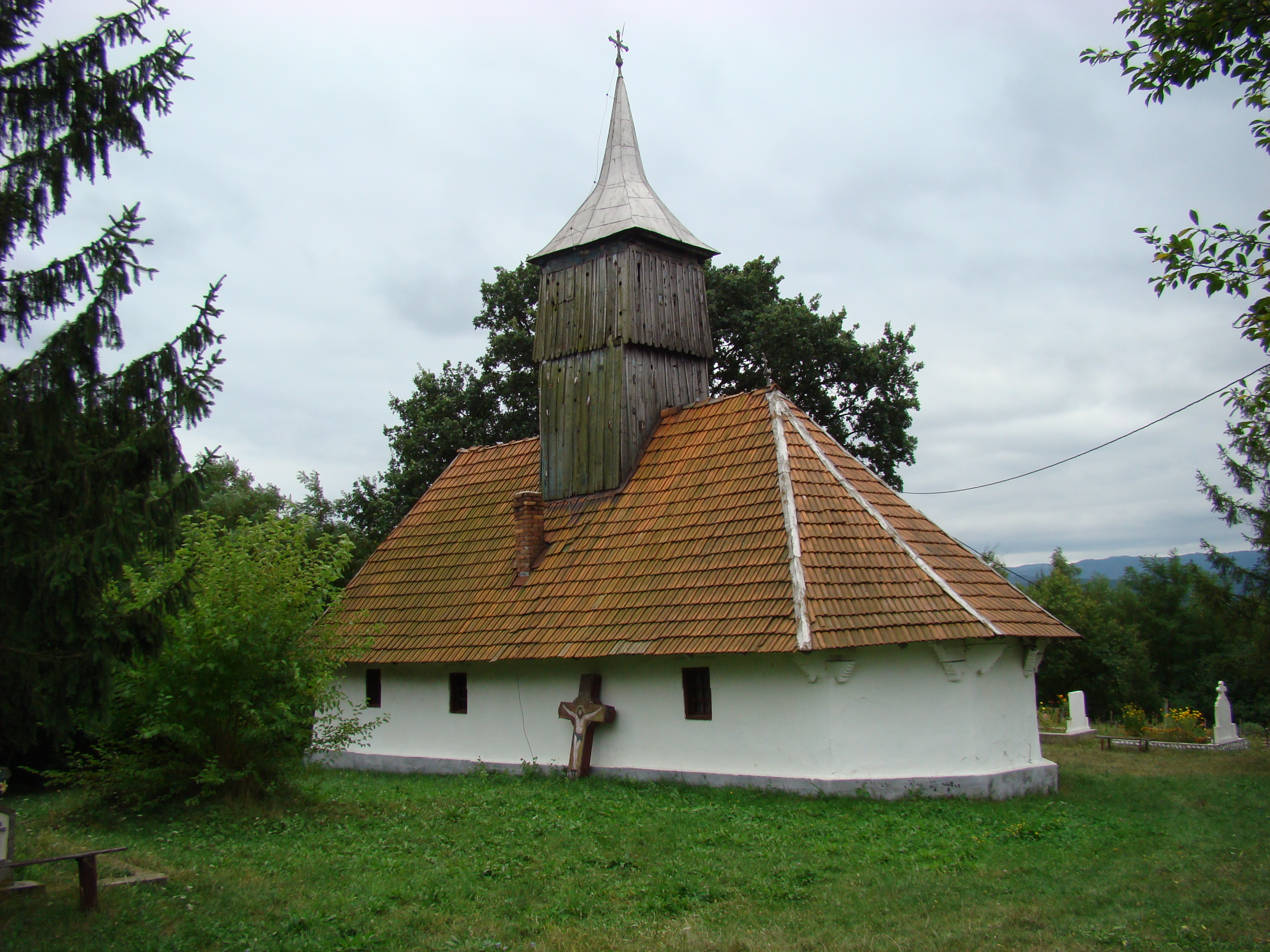
Biserica de lemn din Bacea
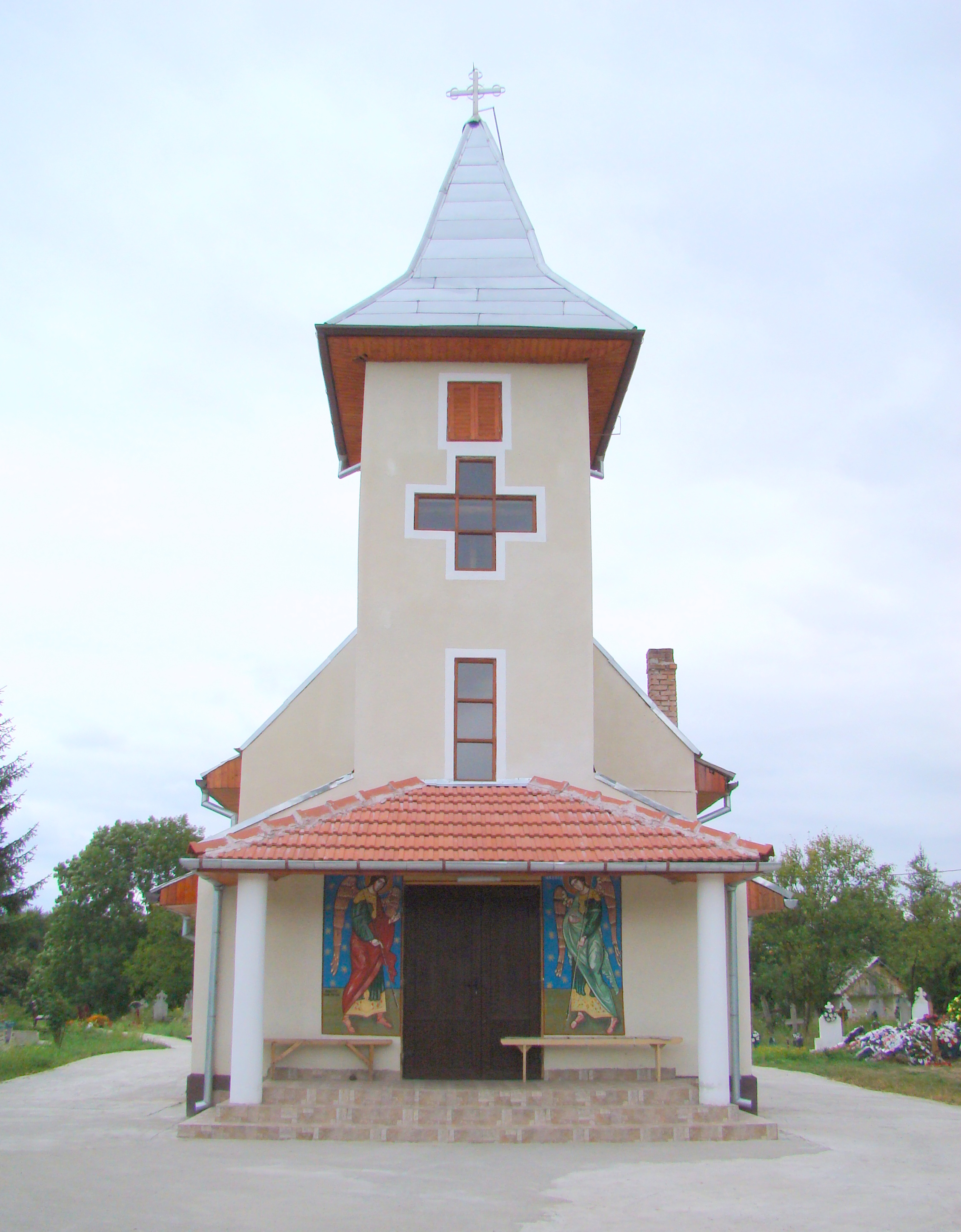
Biserica Sfinții Arhangheli din Bacea
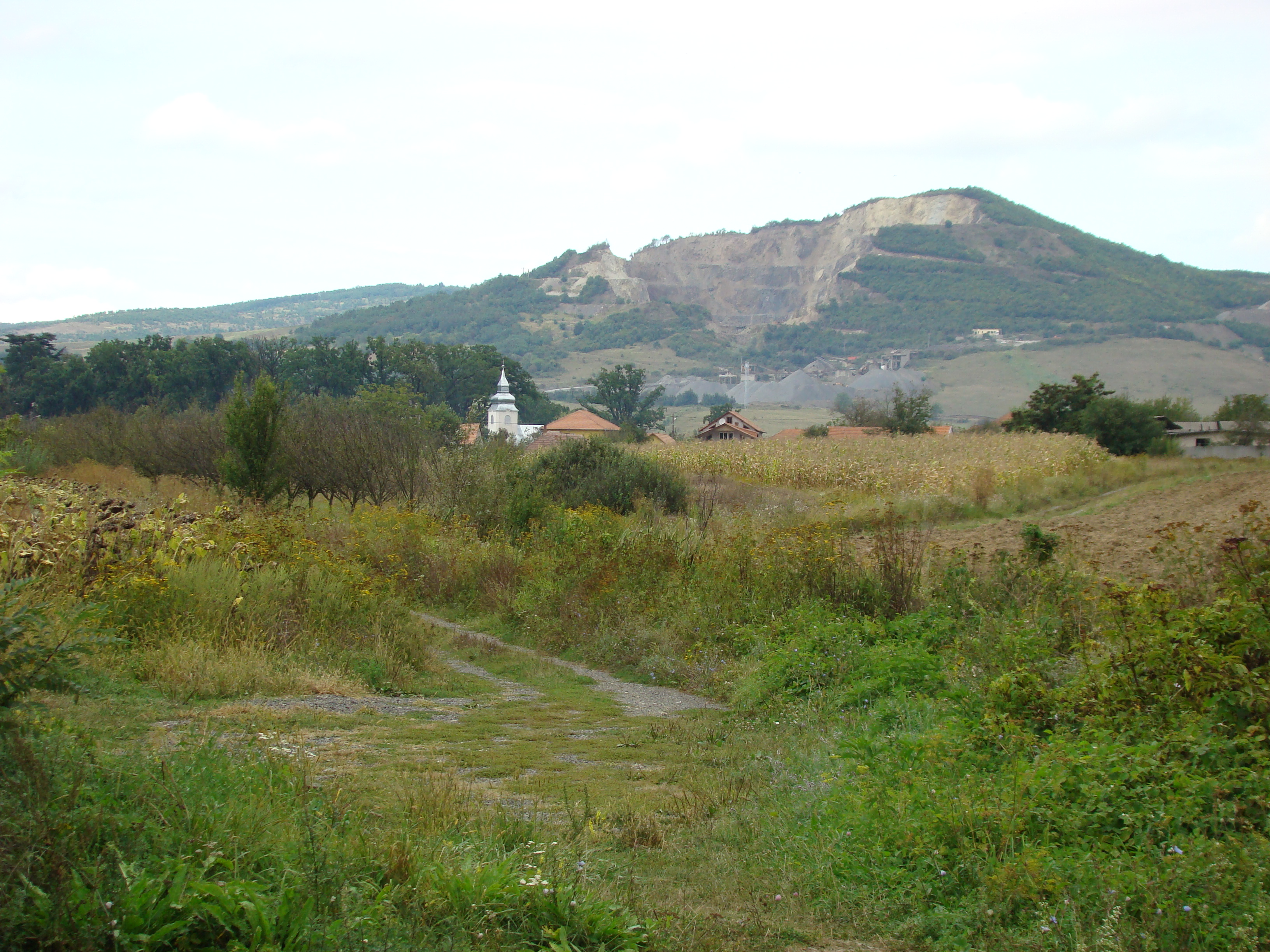
Bretea Mureșană
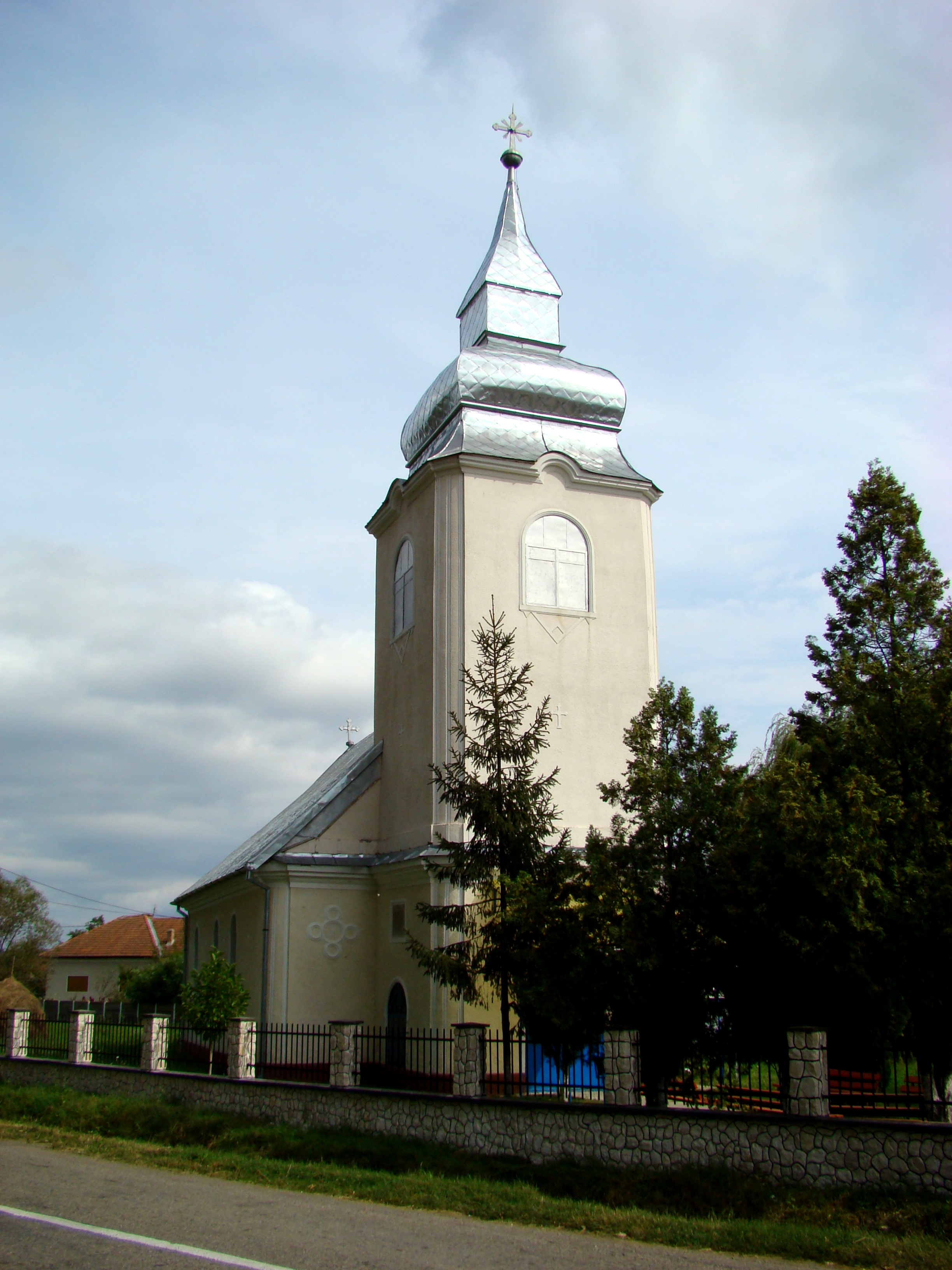
Biserica Sfântul Mare Mucenic Dimitrie din Bretea Mureșană (1869)
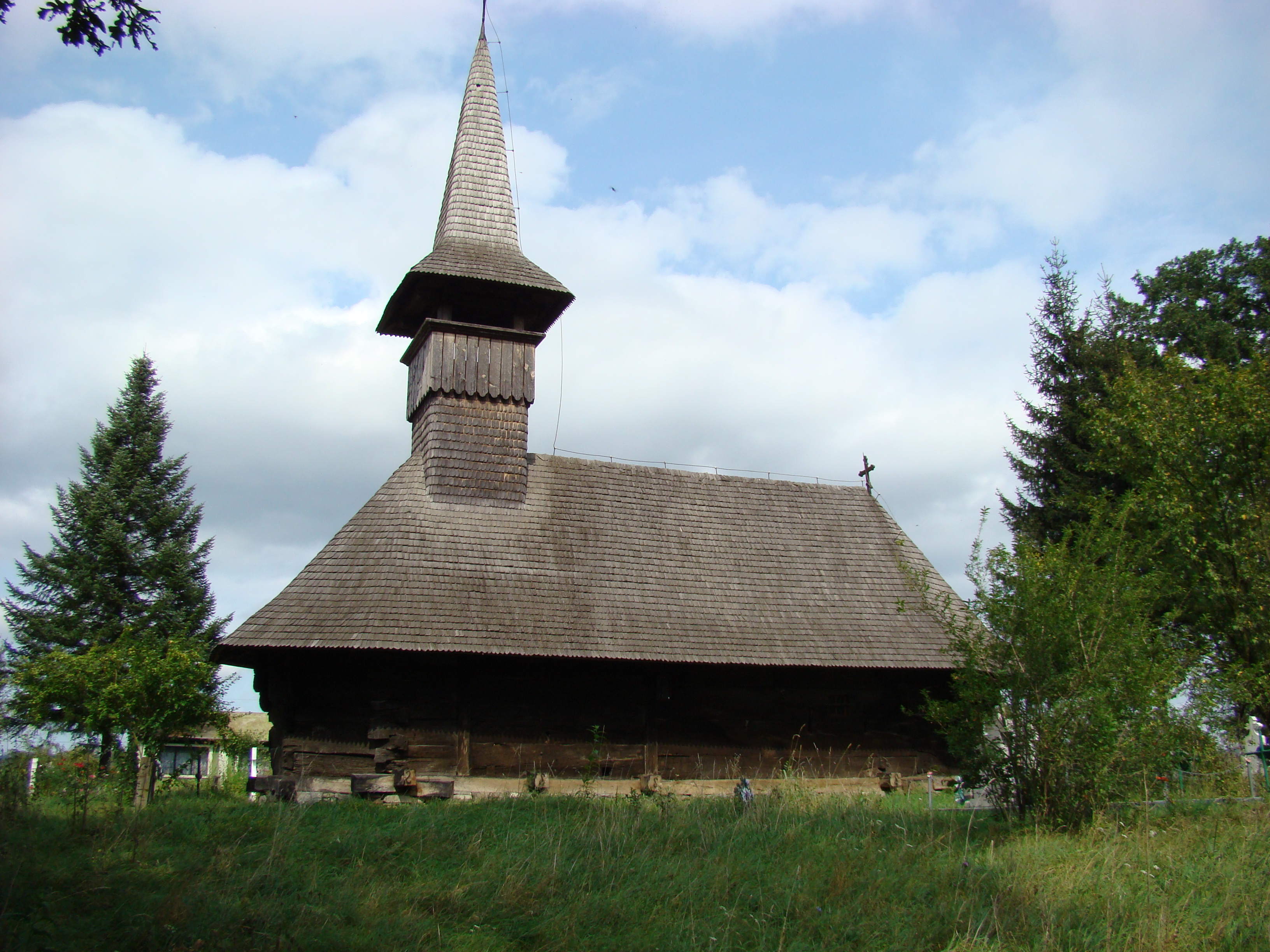
Biserica de lemn din Bretea Mureșană
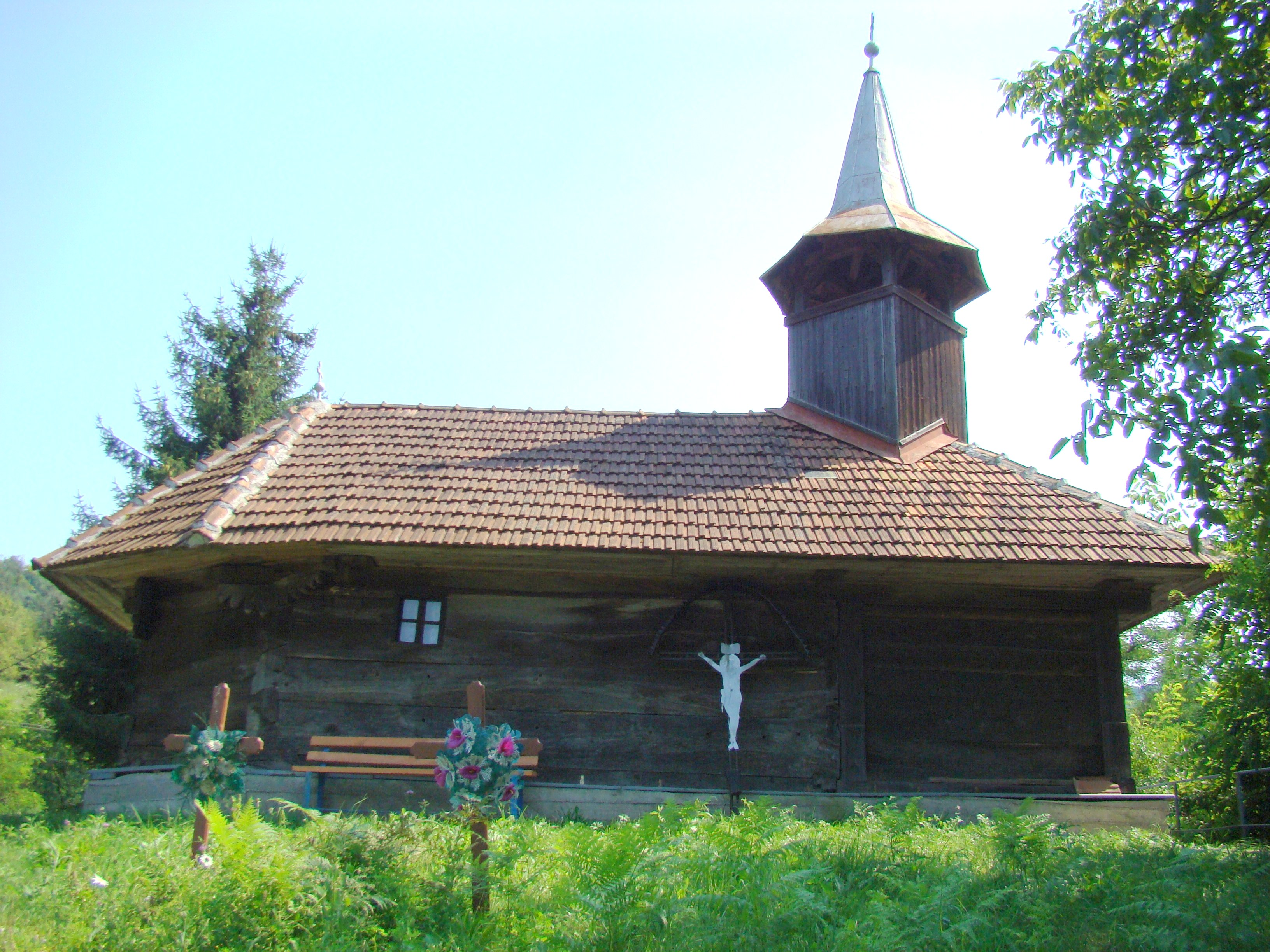
Biserica de lemn din Brâznic
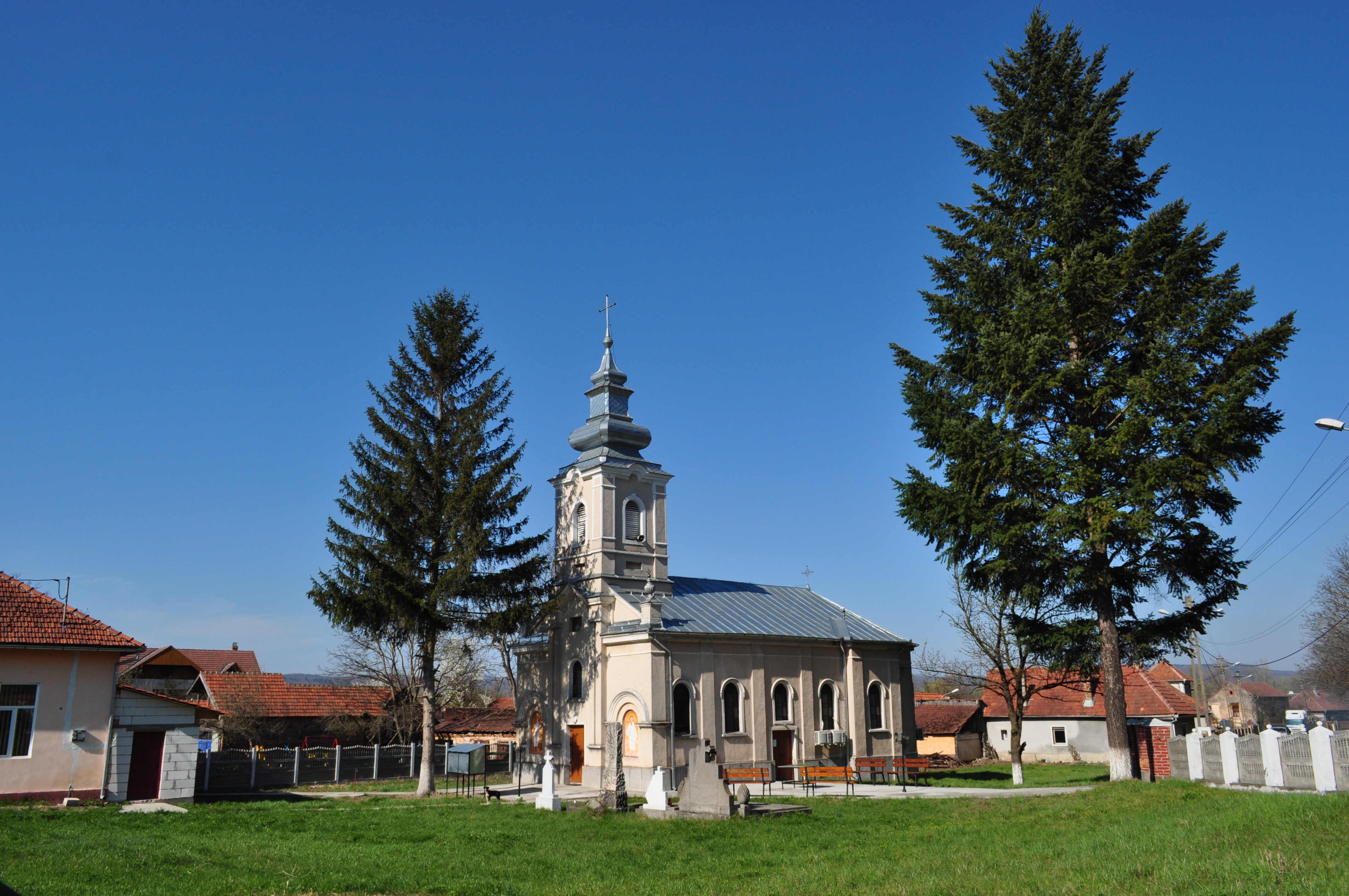
Biserica Adormirea Maicii Domnului din Brâznic (1895)
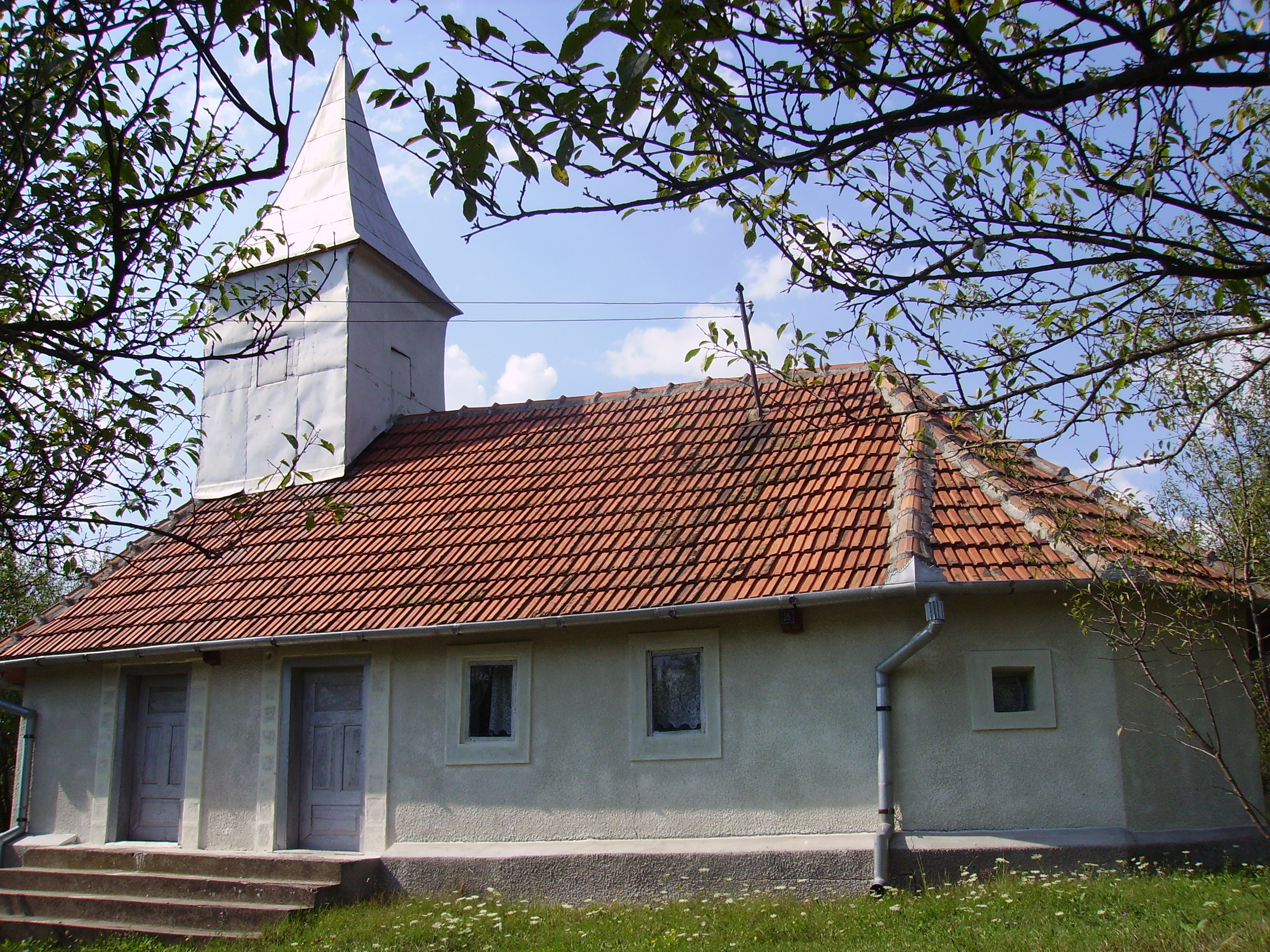
Biserica de lemn din Cuieș
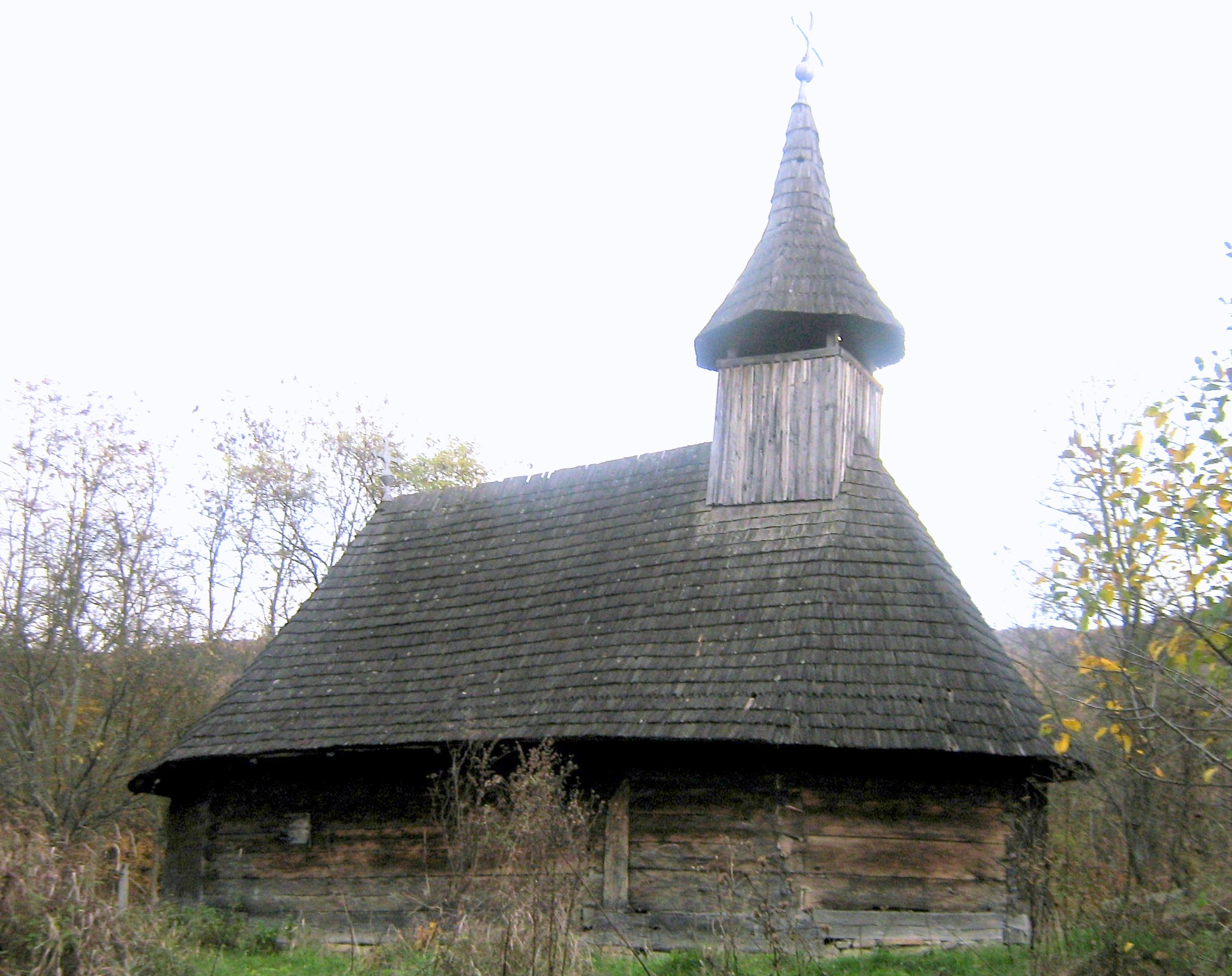
Biserica de lemn din Dumbrăvița
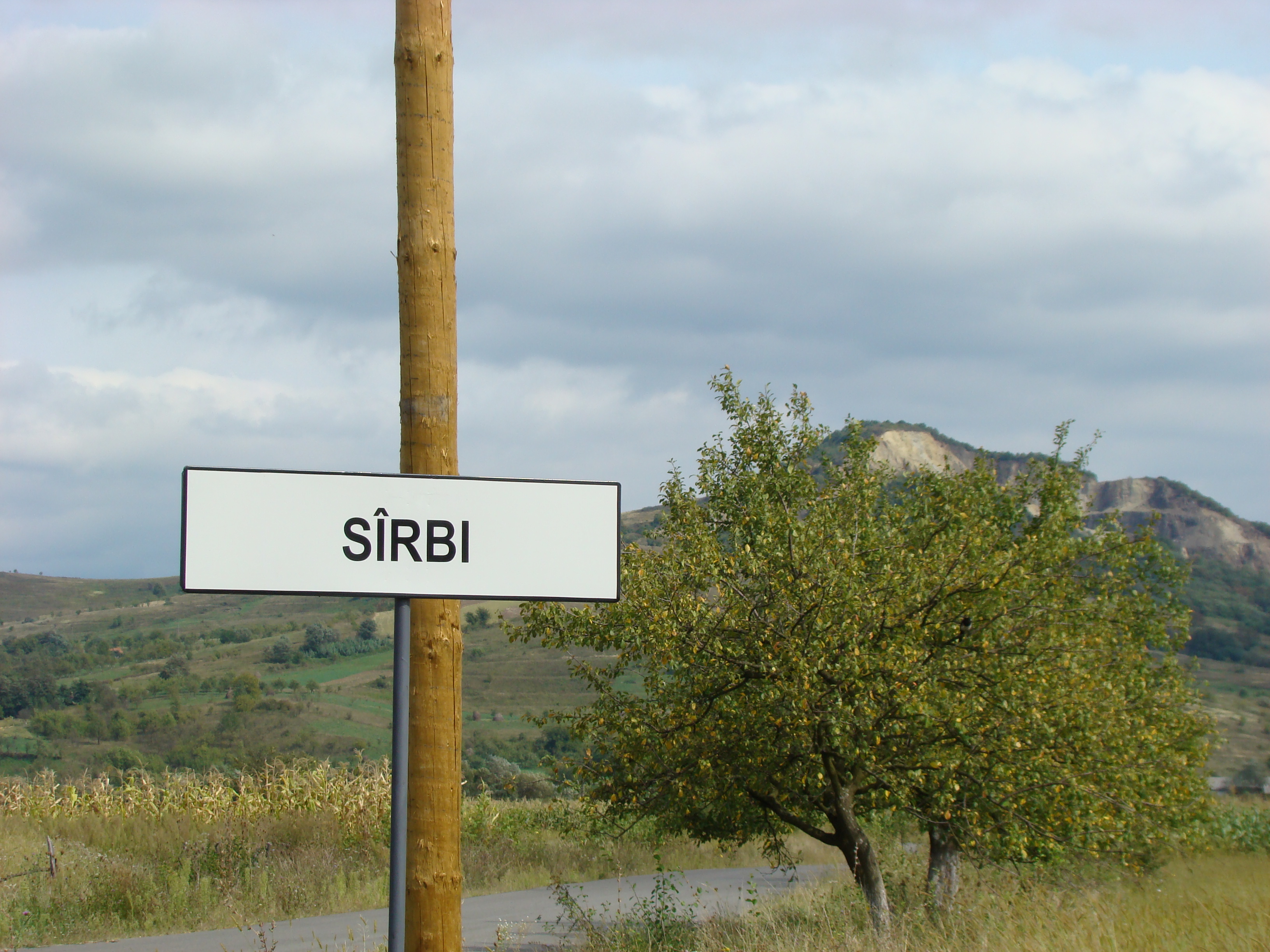
Sârbi
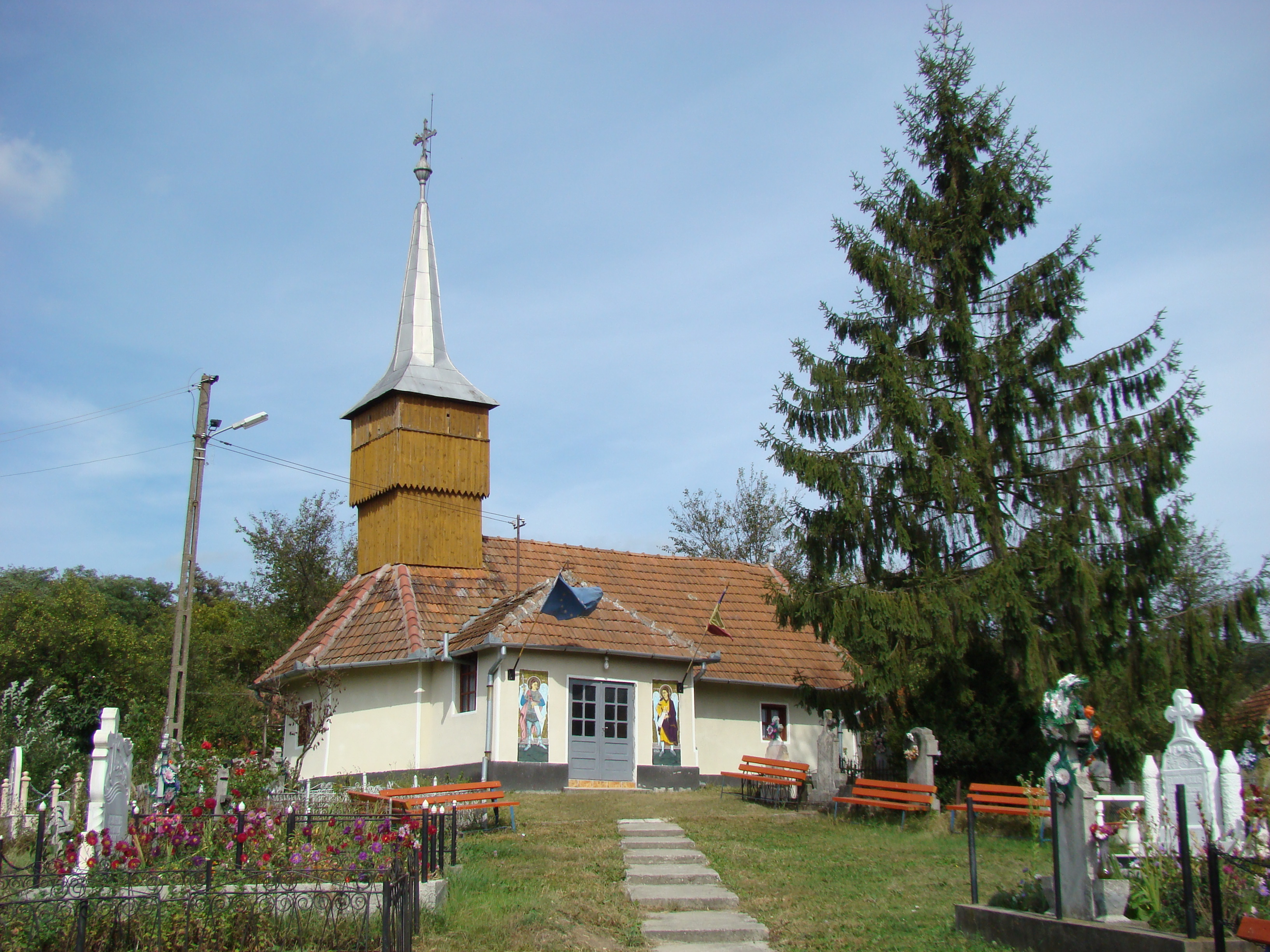
Biserica de lemn din Sârbi, Hunedoara